# Sočapad

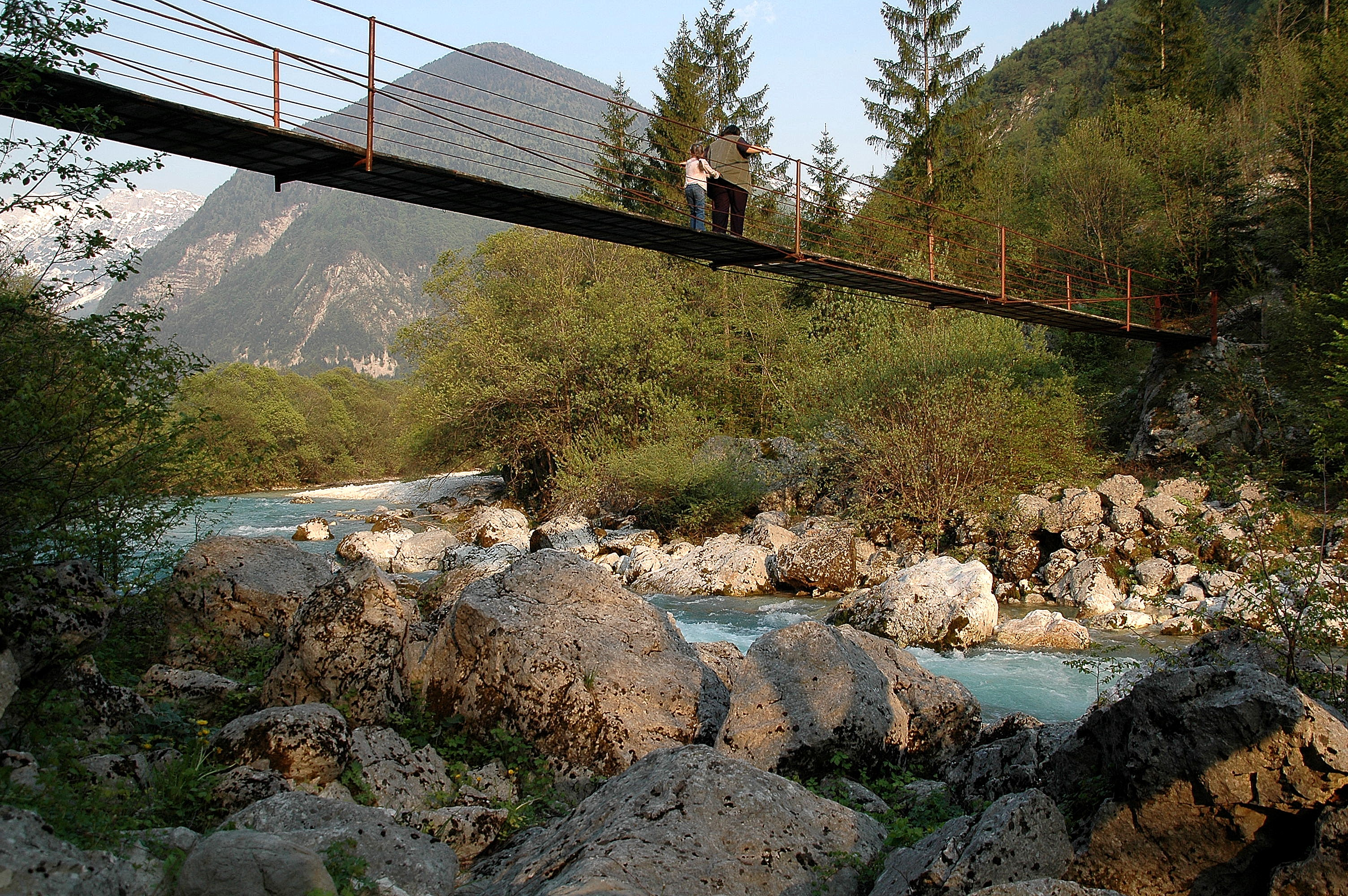
Soča

Het Sočapad (Sočatrail) is een wandelpad en route langs de rivier de Soča in de Julische Alpen in de regio Goriška in het noordwesten van Slovenië.
Het pad loopt langs de lokale weg 206 van Trenta tot Bovec in het Triglav Nationaal Park. Een startpunt is onder andere het informatiecentrum Dom Trenta. Het Sočapad begint bij de hut Koča pri Izviru Soče (oorsprong van de Soča) iets ten noorden van Trenta.
Het is de oudste route in het Triglav Nationaal Park. Onderweg komt men over diverse (houten) hangbruggen. Er zijn zestien informatiepunten.